# Mona vermella
La mona vermella (Erythrocebus patas) és una espècie de primat catarrí de la família dels cercopitècids que viu a l'Àfrica oriental. Aquestes mones eviten els boscos i viuen a les sabanes i zones semidesèrtiques. La mona vermella assoleix una llargada de 85 cm, sense comptar la cua, que mesura 75 cm. Té el pelatge de color vermellós (més fosc al cap). Els mascles tenen una cabellera, una barba i bigotis. Pot córrer a 55 km/h, cosa que en fa el primat més ràpid.
Viuen en grups de 7 i 15 individus, que estan encapçalats per un mascle vell. Són de costums diürns i s'alimenten principalment d'insectes, fruita, fulles i fins i tot ous, a més de petits mamífers. De nit, pugen als arbres per passar-hi la nit.